# Wilhelm Filchner

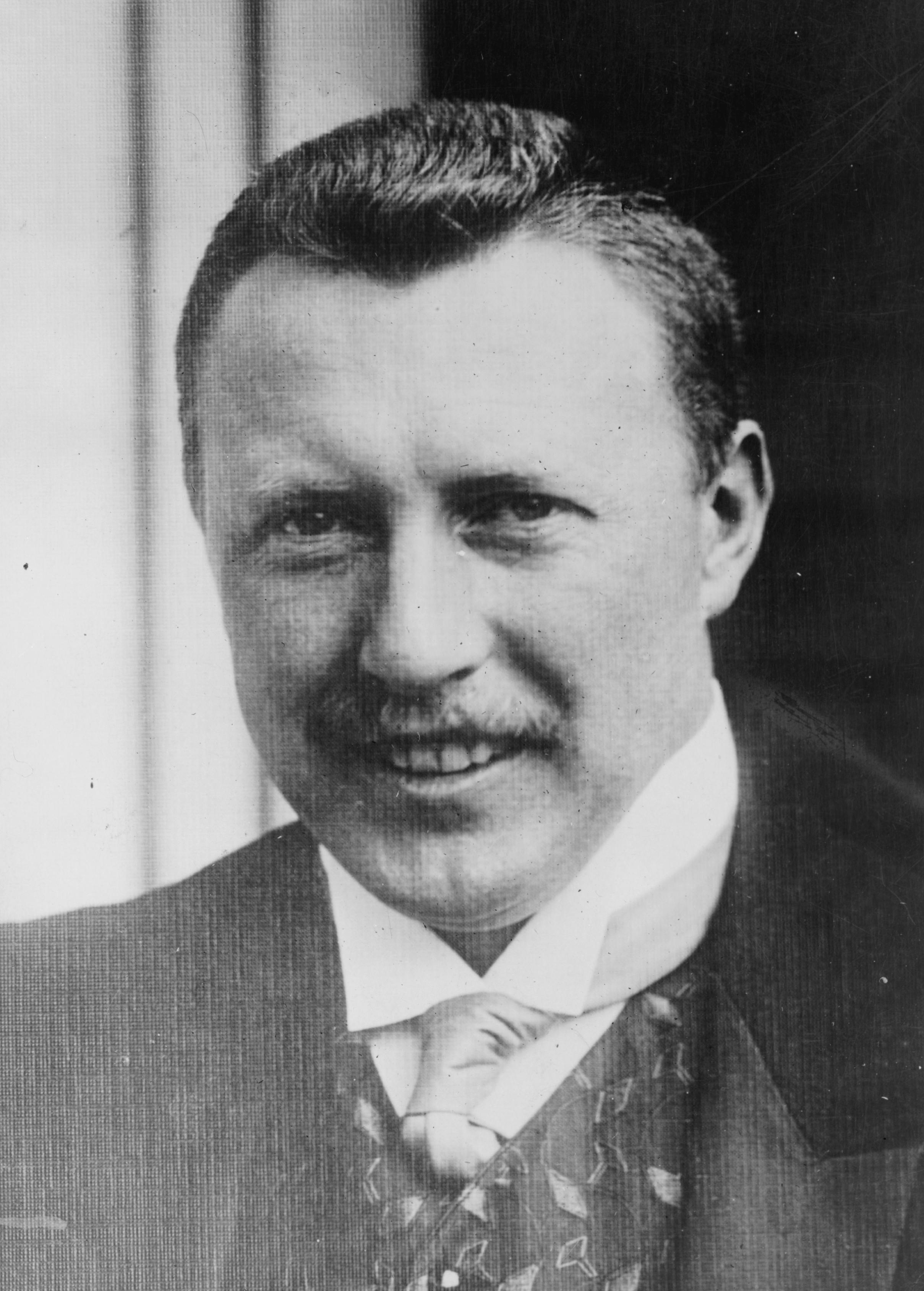
Wilhelm Filchner

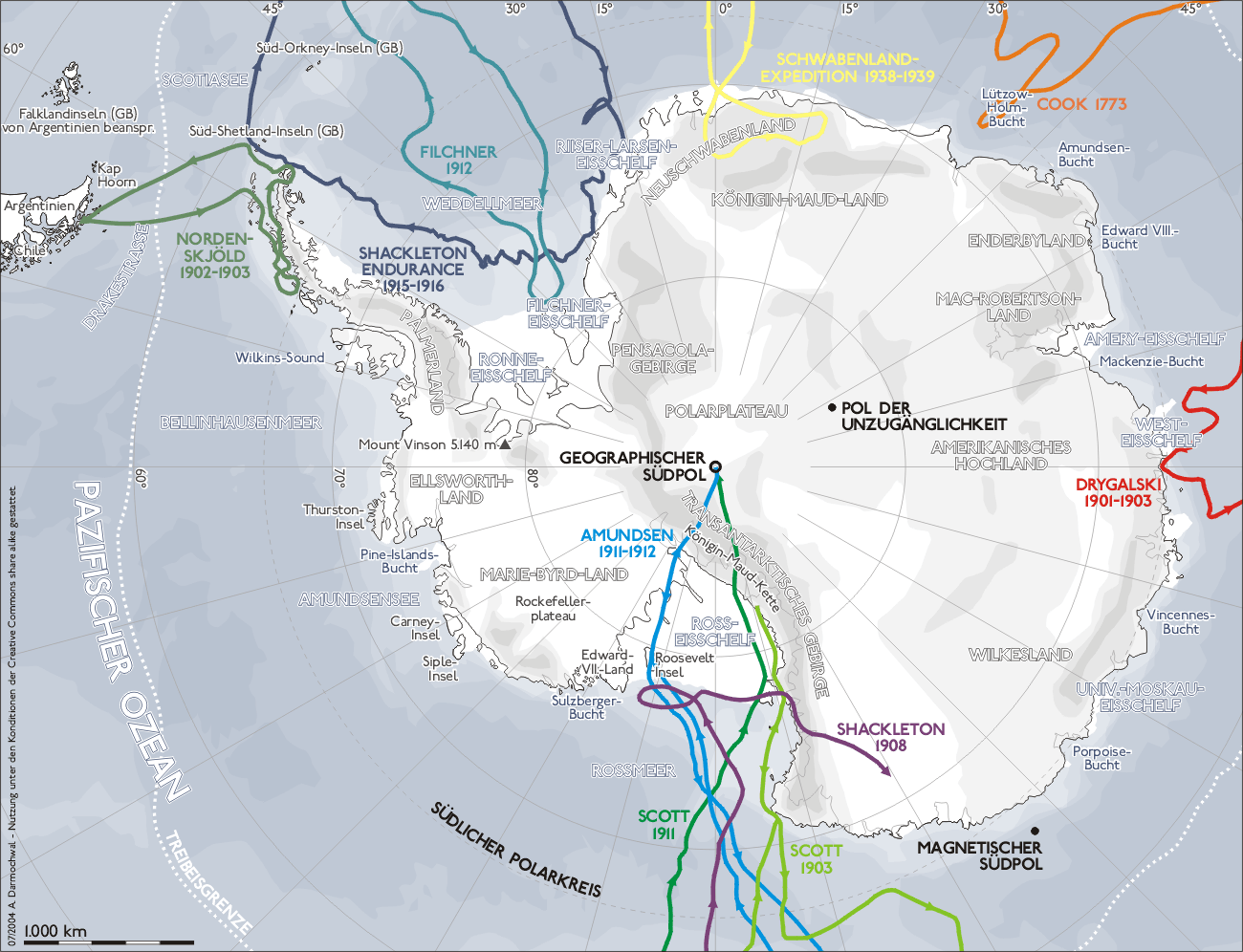
Mapa przebiegu kluczowych ekspedycji arktycznych

Wilhelm Filchner (ur. 13 września 1877, zm. 7 maja 1957) – niemiecki odkrywca i podróżnik.
Karierę podróżnika rozpoczął w wieku 21 lat, kiedy to odbył podróż do Rosji i podjął samotną wyprawę w góry Pamiru. W latach 1903–1905 dowodził własną ekspedycją do Tybetu.
Po powrocie z Tybetu do Niemiec otrzymał zadanie stworzenia niemieckiej misji antarktycznej. Po odbyciu treningu na Spitsbergenie, 4 maja 1911 roku wyruszył na swoim statku Deutschland w podróż w kierunku Antarktydy. W trakcie podróży wpłynął na Morze Weddella, gdzie odkrył dotychczas nieznany Lodowiec Szelfowy Filchnera. Początkowo Filchner nazwał lodowiec na cześć niemieckiego cesarza Wilhelma II, dopiero później naukowcy zmienili nazwę lodowca na obecną. Ekspedycja Filchnera na Morzu Weddella była pierwszą wyprawą ekspedycyjną na tych wodach od przeszło 80 lat. 
Podczas rejsu w kierunku Antarktydy statek Filchnera utknął w lodzie i nie mógł kontynuować misji. Dopiero we wrześniu 1912 roku lód stopniał do poziomu umożliwiającego powrót Deutschlanda do domu.
Filchner nigdy więcej nie powrócił na Antarktydę, ale odbył liczne podróże, m.in. do Tybetu i Nepalu.
Za swoje dokonania w licznych ekspedycjach oraz odkryciach otrzymał Order Zasług dla Nauki i Sztuki z rąk Adolfa Hitlera.
Podczas II wojny światowej Wilhelm Filchner został internowany w Indiach, gdzie pozostał do końca wojny.
Po wojnie wyemigrował do Szwajcarii. Zmarł 7 maja 1957 roku w Zurychu w wieku 80 lat.

## Prace
- Wilhelm Filchner: Life of a Researcher
- Wilhelm Filchner: To the sixth continent (translation by William Barr 1994)
- Wilhelm Filchner: Through East Tibet
- Wilhelm Filchner: Hell and Fever in Nepal

## Literatura
- David Thomas Murphy, German Exploration of the Polar World: a History, 1870-1940, London, Great Britain and Lincoln, Nebraska: University of Nebraska Press, 2002 ISBN 0-8032-3205-5.